# Peter Corp Dyrendal
Peter Corp Dyrendal (tiếng Thái: ปีเตอร์ คอร์ป ไดเรนดัล; sinh ngày 01 tháng 01 năm 1975 tại Ishøj, Đan Mạch) là nghệ sĩ thu âm, diễn viên và người mẫu, người đã có một vai trò diễn xuất trên truyền hình Thái Lan Bản thu âm Goom-Pah-Pun của anh là bài hát chủ đề cho một bộ phim truyền hình Thái Lan được sản xuất năm 2004. Bản ghi âm của anh đã được GMM Grammy xuất bản.

## Sự nghiệp
Peter sinh ra tại Ishøj, Đan Mạch. Khi anh còn nhỏ, anh thường xuyên về Thailand và ở với dì tại Bangkok hầu như vào kỳ nghỉ lễ mọi năm.
Khi Peter mới 17 tuổi, dì anh khuyên anh bắt đầu nghề người mẫu ảnh. Một năm sau, Peter trở về Bangkok tham gia lĩnh vực người mẫu như một cuộc dạo chơi.
Khi bước sang tuổi 19, anh được mời phòng thu của GMM Grammy. Sau đó, anh ký hợp đồng với GMM Grammy và ra album đầu tay Hin Pha Ga Darb (1998) và trở thành ca sỹ nổi tiếng của Thái, Peter còn tham gia lĩnh vực phim ảnh như phim Điệp vụ chân dài, Yêu thầm qua mạng.

## Đời tư
Sau khi tiết lộ chuyện tình yêu của mình với Ploy, chàng diễn viên kiêm ca sĩ Peter quyết định rước nàng về rinh. Đám cưới của họ diễn ra trong không khí ngập tràn niềm vui và những lời chúc tụng.
Tuy nhiên, Peter tự tay phá hủy tổ ấm và tương của mình với scandal ngoại tình năm 2014. Kể từ đó, sự nghiệp của anh bị đình trệ một thời gian dài với những vai phụ ít đất diễn. Peter còn phải đi một quãng đường dài để chinh phục lại fan hâm mộ của mình.

## Sự nghiệp ca hát

### Albums
- Hin Pha Ga Darb (1998)
- Magic Peter (1999)
- X-Ray (2000)
- Version 4.0 (2002)

### Singles
- ตัวเปล่า / Dtua Bplao (Unmarried) - OST Sai Lom Gup Saeng Dao
- กุมภาพันธ์ / Goom Pah Pun (February)
- Chao Tui Yoo Nai (Where are the buffaloes?)
- Nub Dao (star counting)
- Khor Kwam Sud Tai (The last message)
- รักไม่รัก / Ruk Mai Ruk (Do You Love Me or Not?) - OST Nang Rai Sai Lub / Điệp vụ chân dài
- คนที่ยืนตรงนี้ / Kon Tee Yeun Dtrong Nee (The Person Standing Right Here) - OST Yêu thầm qua mạng
- ถึงฉันจะเลวก็รักเธอ / Teung Chun Ja Leo Gor Ruk Tur (Even Though I'm Evil, I Love You) - OST Yêu trong cuồng hận
- รักเธอเป็นคนสุดท้าย / Rak Ter Bpen Kon Sut Taai - OST Plerng Naka / Lửa hận xà vương
- หวังเพียงรักจริง / Hwang Piang Ruk Jing - OST Raeng Ngao 2 / Cái bóng hận thù

## Sự nghiệp đóng phim

### Phim điện ảnh
| Năm  | Phim                          | Vai | Đóng với                                                                            |
| ---- | ----------------------------- | --- | ----------------------------------------------------------------------------------- |
| 2011 | Fabulous 30 Chị ơi anh yêu em | Nop | Patcharapa Chaichua, Phupoom Pongpanu, Nitit Warayanon                              |
| 2015 | Latitude 6                    | Ton | Chinaradee Anupongpichat, Lapassalan Jiravechsoontornkul, Chinaradi Anupongphichart |

### Series ngắn
| Năm  | Phim                                                                 | Vai   | Đóng với                                       | Đài    |
| ---- | -------------------------------------------------------------------- | ----- | ---------------------------------------------- | ------ |
| 2016 | Melodies of Life                                                     |       | Marsha Vadhanapanich                           | GMM 25 |
| 2017 | Club Friday The Series 8: True Love ... or Hope Tình yêu hay hy vọng | David | Paula Taylor & Virithipa Pakdeeprasong         | GMM 25 |
| 2017 | Love Songs Love Series: Lost Love                                    | Day   | Manasaporn Chanchalerm                         | GMM 25 |
| 2020 | Club Friday the Series 12: Rak Sideline Yêu phải gái lẳng lơ         | Jong  | Susira Angelina Nanna & Wanpiya Ormsinnoppakul | GMM 25 |

### Phim truyền hình
| Năm  | Phim                                                                   | Vai       | Đóng với                                       | Đài      |
| ---- | ---------------------------------------------------------------------- | --------- | ---------------------------------------------- | -------- |
| 2002 | Sai Lom Kub Saeng Dao                                                  | Sen       | Marsha Vadhanapanich                           | CH5      |
| 2012 | Noom Ban Rai Kub Wan Ja Hai So Chàng trai quê và nàng tiểu thư phố thị | Prab      | Araya A. Hargate                               | CH3      |
| 2013 | Nang Rai Sai Lab Điệp vụ chân dài                                      | Naruebate | Rasri Balenciaga                               | CH3      |
| 2015 | Ab Ruk Online Yêu thầm qua mạng                                        | Lipda     | Ann Thongprasom                                | CH3      |
| 2018 | The Crown Princess Duyên trời định                                     | Haedeth   |                                                | CH3      |
| 2019 | Raeng Ngao 2 Cái bóng hận thù                                          | Sarut     |                                                | CH3      |
| 2020 | Plerng Nang Đam mê ám muội                                             | Longchart | Chermarn Boonyasak & Punyaporn Pongpipat       | AmarinTV |
| 2021 | Duang Jai Nai Montra Trái tim chàng si tình                            | Praipol   | Kannarn Wongkajornklai                         | CH3      |
| 2021 | Krachao Seeda Đóa hoa tham vọng                                        | Lue       | Woranuch Wongsawan & Atsadaporn Siriwattanakul | One HD   |
| 2022 | My Queen                                                               |           |                                                | One HD   |